# Hanalaʻa
Hanalaa (havajski Hanalaʻa) bio je havajski plemić koji je postao poglavica ostrva Mauija na drevnim Havajima. Hanalaa je vladao zapadnim Mauijem te je pomenut u drevnim legendama i pojanjima, gde je dato njegovo porodično stablo.

## Porodica
Roditelji poglavice Hanalae bili su Palena od Mauija i njegova žena Hikavaji (Hikawai). Hanalaa je nasledio svoga oca kao vladar Mauija. Poglavice Mauija potiču od Hanalae. 
Prema jednoj predaji, postojala su dva Hanalae – Hanalaanui i Hanalaaiki, koji su bili blizanci. 
Hanalaa se oženio Mahuijom i dobio sinove Lanakavaija i Mauilou, koji je oca i nasledio. Lanakavaijev unuk je bio poglavica Pilikaaiea. Hanalaa i njegova supruga dobili su kćerku, Kalohialiiokavaji.

## Literatura
- Sheldon Dibble (1843). History of the Sandwich Islands. Lahainaluna: Press of the Mission Seminary. str. 415.